# Alchemilla viguieri
Alchemilla viguieri é uma espécie de rosácea do gênero Alchemilla, pertencente à família Rosaceae.